# Tipula stimulosa
Tipula stimulosa är en tvåvingeart som beskrevs av Mannheims 1973. Tipula stimulosa ingår i släktet Tipula och familjen storharkrankar. Inga underarter finns listade i Catalogue of Life.